# عبدالله والا
عبدالله والا (زاده ۱۳۰۱ در خلخال – درگذشته ۱۳۶۹ خورشیدی در تهران) شاهزاده قاجار و مدیر و صاحب امتیاز مجله تهران مصور بود.این مجله به مدت بیست و شش سال زیرنظر او منتشر می‌شد.
والا در ادوار نوزدهم و بیستم به نمایندگی مردم شهرستان خلخال به مجلس شورای ملی راه یافت و در هر دو دوره عضو فراکسیون اقلیت بود.
او پسر میرزا حسین خان ظهیرالسلطان والا و برادر لعبت والا و بدرالملوک والا بود.
والا در امامزاده عبدالله شهر ری مدفون است.